# Adrian Proteasa
Adrian Proteasa (n. 1 martie 1959, București, România) este un fost atlet român specializat în proba de săritura în înălțime.

## Carieră
Prima lui performanță notabilă a fost locul cinci la Campionatul European de Juniori din 1977. La Campionatul European în sală din 1980, la Sindelfingen, atletul a cucerit medalia de bronz cu o săritură de 2,29 m. În același an a participat la Jocurile Olimpice. La Moscova a obținut locul șapte. În anii 1977-1981 a devenit campion național.
Adrian Proteasa s-a stabilit in Norvegia unde lucrează ca antrenor.

## Realizări
| An   | Competiție                            | Locație                        | Loc | Note |
| ---- | ------------------------------------- | ------------------------------ | --- | ---- |
| 1977 | Campionatul European de Juniori (U20) | Donețk, Uniunea Sovietică      | 5   | 2,10 |
| 1980 | Campionatul European în sală          | Sindelfingen, Germania de Vest | 3   | 2,29 |
| 1980 | Jocurile Olimpice                     | Moscova, Uniunea Sovietică     | 7   | 2,21 |

## Recorduri personale
| Probă                        | Performanță | Dată          | Locație      |
| ---------------------------- | ----------- | ------------- | ------------ |
| Săritură în înălțime         | 2,26 m      | 4 iulie 1980  | București    |
| Săritură în înălțime în sală | 2,29 m      | 2 martie 1980 | Sindelfingen |